# Cérémonie d'ouverture des Jeux olympiques d'été de 2004
La cérémonie d'ouverture des Jeux olympiques d'été de 2004 se déroule le 13 août au stade olympique d'Athènes, et débute vers 20 h 45 locale.
Après le défilé des délégations, le président de la République hellénique Konstantínos Stefanópoulos déclare les Jeux olympiques ouverts. Níkos Kaklamanákis, champion olympique de planche à voile en 1996, allume la flamme olympique alors que la nageuse Zoí Dimoscháki, pour les athlètes, et Lázaros Voreádis (en) pour les arbitres, prêtent le serment olympique.

## Organisation de la cérémonie
La cérémonie est conçue par le chorégraphe Dimítris Papaïoánnou, directeur de la troupe de danse « Omáda edáfous ». Les costumes sont des créations de la styliste grecque Sofía Kokosaláki. Dimítris Papaïoánnou a placé la cérémonie d'ouverture sous le signe du dieu grec Apollon et des arts grecs, la cérémonie de clôture faisant la part belle au dieu Dionysos avec au début l'amoncellement des nourritures traditionnelles du pays, puis de la fête avec le concert final. La culture traditionnelle grecque, comme le Karaghiosis, est également mise à l'honneur lors de cette cérémonie.
La musique qui accompagne le spectacle est consacrée à la mythologie, l'histoire et la civilisation grecques était dirigée par le compositeur Stávros Xarchákos. Plusieurs passages faisaient appel aux instruments de la musique traditionnelle grecque et parmi les thèmes figuraient des musiques de compositeurs grecs célèbres, tels le même Stávros Xarchákos, Mános Hadjidákis ou Konstantínos Víta (en). Le projet musical de la cérémonie avait été conçu par le compositeur grec Giórgos Koumentákis (en) (ancien pensionnaire de l'Académie de France à Rome), collaborateur régulier de Dimítris Papaïoánnou.
La mise en scène des projections vidéo et laser est confiée à Athiná-Rachél Tsangári. La longue arrivée des athlètes est accompagnée par la musique du Néerlandais Tiësto, qui devient ainsi le premier disc jockey à mixer en direct pendant une cérémonie d'ouverture de Jeux olympiques.
La cérémonie pris place en plusieurs tableaux. Welcome, des joueurs de Bouzouki interprètent le rythme du Zeimbekiko, avec les anneaux olympiques en feu sur l'eau, étant un hommage à Thalès de Milet. Wide See, où le drapeau grec est amené et sont introduits le président du CIO Jacques Rogge, la présidente du comité d'organisation Yánna Angelopoúlou-Daskaláki et le président de Grèce Konstantínos Stefanópoulos. Allegory, avec l'histoire culturelle de la Grèce à travers les sculptures : apparaissent un centaure, les philosophes Pythagore, Démocrite, Euclide et l'île de Délos. Clepsydra, une fresque retraçant l'histoire de la Grèce : préhistoire, âge de bronze, période géométrique, période archaïque avec des kouros, période classique avec la tragédie grecque, les jeux olympiques antiques avec les athlètes nus, la victoire Niké et Alexandre le Grand, la période byzantine, période moderne avec le rétablissement des jeux olympiques modernes en 1896, Karaghiosis et rebetiko.
Immédiatement après la fin du défilé des athlètes, l'Islandaise Björk a interprété en avant-première la chanson « Oceania » de son futur album, Medúlla. Durant cette chanson, un grand écran est venu se placer au-dessus des athlètes, rassemblés au centre à la suite de leur marche autour du stade. À la fin de l'interprétation de Björk, une carte du monde a été projetée sur l'écran.
Le serment des athlètes a été prononcé en grec par la nageuse Zoí Dimoscháki pour les athlètes, et Lázaros Voreádis pour les arbitres. Ces deux derniers prêtent le serment olympique.

## Défilé des délégations
Les délégations ont défilé dans l'ordre alphabétique grec (pays hôte).
Le drapeau grec a défilé seul (car la Grèce est pays fondateur des Jeux) d'abord puis juste avant la délégation grecque qui défilait en dernier (en tant que pays organisateur).
Devant le drapeau de chaque délégation, une femme habillée comme un vase grec tenait une pancarte sur laquelle le nom de la délégation était écrit en grec (langue du pays hôte), en français (langue officielle des Jeux, en hommage à son créateur français Pierre de Coubertin) et en anglais.
Les deux délégations coréennes ont défilé ensemble, derrière le même drapeau.
| Ordre de défilé | Pays                             | Nom grec                                       | Porte drapeau (discipline, épreuves)                        |
| --------------- | -------------------------------- | ---------------------------------------------- | ----------------------------------------------------------- |
| 1               | Sainte-Lucie                     | Αγία Λουκία                                    | Zepherinus Joseph (athlétisme, Homme)                       |
| 2               | Saint-Vincent-et-les-Grenadines  | Άγιος Βικέντιος και Γρεναδίνες                 | Natasha Mayers (athlétisme, Femme)                          |
| 3               | Saint-Marin                      | Άγιος Μαρίνος                                  | Diego Mularoni (natation, Homme)                            |
| 4               | Angola                           | Αγκόλα                                         | Ângelo Victoriano (basketball, Femme)                       |
| 5               | Azerbaïdjan                      | Αζερμπαϊτζάν                                   | Nizami Pashayev (haltérophilie, Homme)                      |
| 6               | Égypte                           | Αίγυπτος                                       | Ali Ibrahim (aviron, Homme)                                 |
| 7               | Éthiopie                         | Αιθιοπία                                       | Abel Aferaglin (boxe, Homme)                                |
| 8               | Haïti                            | Αϊτή                                           | Tudor Sanon (taekwondo, Homme)                              |
| 9               | Cap-Vert                         | Πράσινο Ακρωτήριο                              | Wania Montero (gymnastique rythmique, Femme)                |
| 10              | Côte d'Ivoire                    | Ακτή Ελεφαντοστού                              | Mariam Bah                                                  |
| 11              | Albanie                          | Αλβανία                                        | Klodiana Shala (athlétisme, Femme)                          |
| 12              | Algérie                          | Αλγερία                                        | Aissa Djabir Saïd-Guerni (athlétisme, Homme)                |
| 13              | Samoa américaines                | Αμερικανική Σαμόα                              | Lisa Misipeka (athlétisme, Femme)                           |
| 14              | Andorre                          | Ανδόρρα                                        | Hocine Haciane (natation)                                   |
| 15              | Antigua-et-Barbuda               | Αντίγκουα και Μπαρμπούντα                      | Daniel Bailey (athlétisme, Homme)                           |
| 16              | Argentine                        | Αργεντινή                                      | Carlos Espínola (nautisme, Homme)                           |
| 17              | Arménie                          | Αρμενία                                        | Albert Azaryan (gymnastique artistique, Homme)              |
| 18              | Aruba                            | Αρούμπα                                        | Roshendra Vrolijk                                           |
| 19              | Australie                        | Αυστραλία                                      | Colin Beashel                                               |
| 20              | Autriche                         | Αυστρία                                        | Roman Hagara (nautisme)                                     |
| 21              | Afghanistan                      | Αφγανιστάν                                     | Neema Suratgar (entraîneuse)                                |
| 22              | Vanuatu                          | Βανουάτου                                      | Moses Kamut (athlétisme, Homme)                             |
| 23              | Belgique                         | Βέλγιο                                         | Jean-Michel Saive (Tennis de Table, Homme)                  |
| 24              | Venezuela                        | Βενεζουέλα                                     | Julio Cesar Luña (haltérophilie, Homme)                     |
| 25              | Bermudes                         | Βερμούδες                                      | Peter Bromby                                                |
| 26              | Viêt Nam                         | Βιετνάμ                                        | Bui Thi Nhung (athlétisme, Homme)                           |
| 27              | Bolivie                          | Βολιβία                                        | Geovana Irusta                                              |
| 28              | Bosnie-Herzégovine               | Βοσνία-Ερζεγοβίνη                              | Nedžad Fazlija (tir, Homme)                                 |
| 29              | Bulgarie                         | Βουλγαρία                                      | Maria Grozdeva (tir sportif, Femme)                         |
| 30              | Brésil                           | Βραζιλία                                       | Torben Grael (nautisme, Homme)                              |
| 31              | Îles Vierges britanniques        | Βρετανικές Παρθένοι Νήσοι                      | Dion Crabbe (athlétisme, Homme)                             |
| 32              | France                           | Γαλλία                                         | Jackson Richardson (Handball, Homme)                        |
| 33              | Allemagne                        | Γερμανία                                       | Ludger Beerbaum (saut d'obstacles, Homme)                   |
| 34              | Géorgie                          | Γεωργία                                        | Zurab Zviadauri (judo, Homme)                               |
| 35              | Gambie                           | Γκάμπια                                        | Jaysuma Saidy Ndure (athlétisme, Homme)                     |
| 36              | Gabon                            | Γκαμπόν                                        | Melanie Engoang                                             |
| 37              | Ghana                            | Γκάνα                                          | Andrew Owusu (athlétisme, Homme)                            |
| 38              | Guam                             | Γκουάμ                                         | Jeffrey Cobb                                                |
| 39              | Guatemala                        | Γουατεμάλα                                     | Gisela Morales (natation, Femme)                            |
| 40              | Guyana                           | Γουϊάνα                                        | Aliann Pompey (athlétisme, Femme)                           |
| 41              | Guinée                           | Γουϊνέα                                        | Nabie Foday Fofanah (athlétisme, Femme)                     |
| 42              | Guinée-Bissau                    | Γουινέα-Μπισσάου                               | Leopoldina Ross                                             |
| 43              | Grenade                          | Γρενάδα                                        | Alleyne Francique (athlétisme, Homme)                       |
| 44              | Danemark                         | Δανία                                          | Eskild Ebbesen (aviron)                                     |
| 45              | République démocratique du Congo | Λαϊκή Δημοκρατία του Κονγκό                    | Gary Kikaya (athlétisme, Homme)                             |
| 46              | Dominique                        | Δομινίκα                                       | Chris Lloyd (athlétisme, Homme)                             |
| 47              | République dominicaine           | Δομινικανή Δημοκρατία                          | Félix Sánchez (athlétisme, Homme)                           |
| 48              | Salvador                         | Ελ Σαλβαδόρ                                    | Evelyn García Marroquín (cyclisme, Femme)                   |
| 49              | Suisse                           | Ελβετία                                        | Roger Federer (Tennis, simple messieurs)                    |
| 50              | Érythrée                         | Ερυθραία                                       | Yonas Kifle (athlétisme, Homme)                             |
| 51              | Estonie                          | Εσθονία                                        | Erki Nool (athlétisme, Homme, decathalon)                   |
| 52              | Zambie                           | Ζάμπια                                         | Davis Mwale (boxe, Homme)                                   |
| 53              | Zimbabwe                         | Ζιμπάμπουε                                     | Young Talkmore Nyongani (athlétisme, Homme)                 |
| 54              | Émirats arabes unis              | Ηνωμένα Αραβικά Εμιράτα                        | Saeed Al Makhtoum                                           |
| 55              | États-Unis                       | Ηνωμένες Πολιτείες της Αμερικής                | Dawn Staley (basket-ball, Femme)                            |
| 56              | Japon                            | Ιαπωνία                                        | Kyōko Hamaguchi (lutte, Femme)                              |
| 57              | Inde                             | Ινδία                                          | Anju Bobby George (athlétisme, Femme, saut en longueur)     |
| 58              | Indonésie                        | Ινδονησία                                      | Krisna Bayu                                                 |
| 59              | Jordanie                         | Ιορδανία                                       | Khalil Al Hanahneh (athlétisme, Homme, 100 mètres)          |
| 60              | Irak                             | Ιράκ                                           | Hadir Lazame                                                |
| 61              | Iran                             | Ιράν                                           | Aresh Miresmaeli (judo, Homme)                              |
| 62              | Irlande                          | Ιρλανδία                                       | Niall Griffin                                               |
| 63              | Guinée équatoriale               | Ισημερινή Γουινέα                              | Emilia Mikue Ondo                                           |
| 64              | Équateur                         | Ισημερινός                                     | Alexandra Escobar (haltérophilie, Femme)                    |
| 65              | Islande                          | Ισλανδία                                       | Gudmundur Hrafnkelsson                                      |
| 66              | Espagne                          | Ισπανία                                        | Isabel Fernández (judo, Femme)                              |
| 67              | Israël                           | Ισραήλ                                         | Ariel Ze'evi (Judo, Homme, -100 kg)                         |
| 68              | Italie                           | Ιταλία                                         | Jury Chechi (gymnastique, Homme)                            |
| 69              | Kazakhstan                       | Καζακστάν                                      | Askhat Jitkeyev (Judo, Homme, -100 kg)                      |
| 70              | Cameroun                         | Καμερούν                                       | Vencelas Dibaya Tientcheu                                   |
| 71              | Cambodge                         | Καμπότζη                                       | Kiri Hem                                                    |
| 72              | Canada                           | Καναδάς                                        | Nicolas Gill (judo, Homme)                                  |
| 73              | Qatar                            | Κατάρ                                          | Khaled Habash M. Al Sudawi                                  |
| 74              | Îles Caïmans                     | Κεντροαφρικανική Δημοκρατία                    | Cydonie Mothershill                                         |
| 75              | République centrafricaine        | Κένυα                                          | Ernest Ndjissipou                                           |
| 76              | Kenya                            | Κίνα                                           | Violet Barasa (volleyball, Femme)                           |
| 77              | Kirghizistan                     | Κιργιζία                                       | Mital Charipov (haltérophilie)                              |
| 78              | Kiribati                         | Κιριμπάτι                                      | Meamea Thomas (haltérophilie, Hommes, 85 kg)                |
| 79              | Colombie                         | Κολομβία                                       | Karmenza Delgado                                            |
| 80              | Comores                          | Κομόρες                                        | Hadhari Djaffar (athlétisme, Homme)                         |
| 81              | République du Congo              | Κονγκό                                         | Rony Bakale (natation, Homme)                               |
| 82              | Corée                            | Βόρεια Κορέα και Νότια Κορέα                   | Kim Song-Ho (Officiel de CNO, Nord) Gu Min-Jung (Sud)       |
| 83              | Costa Rica                       | Κόστα Ρίκα                                     | David Fernandez (judo, Homme, - 60 kg)                      |
| 84              | Cuba                             | Κούβα                                          | Ivan Pedroso (athlétisme, Homme, saut en longueur)          |
| 85              | Koweït                           | Κουβέιτ                                        | Fehaid Aleedani (Tir, Homme, double trap)                   |
| 86              | Îles Cook                        | Νήσοι Κουκ                                     | Sam Nunuku Pera (haltérophilie, Homme, 105 kg)              |
| 87              | Croatie                          | Κροατία                                        | Dubravko Šimenc (Water-polo, Homme)                         |
| 88              | Chypre                           | Κύπρος                                         | George Achilleos                                            |
| 89              | Laos                             | Λάος                                           | Chamleunesouk Ao Oudomphonh (athlétisme, Homme, 100 mètres) |
| 90              | Lesotho                          | Λεσότο                                         | Lineo Mochesane                                             |
| 91              | Lettonie                         | Λετονία                                        | Vadims Vasiļevskis (athlétisme, Homme, javelot)             |
| 92              | Biélorussie                      | Λευκορωσία                                     | Alexander Medved (lutte, entraîneur)                        |
| 92              | Liban                            | Λίβανος                                        | Jean-Claude Rabbath (athlétisme, Homme, saut en longueur)   |
| 93              | Liberia                          | Λιβερία                                        | Gladys Thompson                                             |
| 94              | Libye                            | Λιβύη                                          | Mohamed Eshtiwi (haltérophilie, Homme, 77 kg)               |
| 95              | Lituanie                         | Λιθουανία                                      | Saulius Štombergas (basket-ball, Homme)                     |
| 96              | Liechtenstein                    | Λίχτενσταϊν                                    | Oliver Geissman (tir, Homme)                                |
| 97              | Luxembourg                       | Λουξεμβούργο                                   | Claudine Schaul (tennis, simple dames)                      |
| 98              | Madagascar                       | Μαδαγασκάρη                                    | Rosa Rakotozafy (athlétisme, Femmes, 100 mètres)            |
| 99              | Malaisie                         | Μαλαισία                                       | Bryan Nickson Lomas                                         |
| 100             | Malawi                           | Μαλάουι                                        | Kondwani Chiwina (athlétisme, Homme, 800 mètres)            |
| 101             | Maldives                         | Μαλδίβες                                       | Sultan Saeed (athlétisme, Homme, 100 mètres)                |
| 102             | Mali                             | Μάλι                                           | Kadiatou Camara (athlétisme, Femme, 200 mètres)             |
| 103             | Malte                            | Μάλτα                                          | William Chetcuti (tir, Homme)                               |
| 104             | Maroc                            | Μαρόκο                                         | Nezha Bidouane (athlétisme, Femme, 400 m haies)             |
| 105             | Maurice                          | Μαυρίκιος                                      | Michael Medor                                               |
| 106             | Mauritanie                       | Μαυριτανία                                     |                                                             |
| 107             | Royaume-Uni                      | Μεγάλη Βρετανία                                | Kate Howey (judo, Femme)                                    |
| 108             | Mexique                          | Μεξικό                                         | Fernando Platas (plongeon, Homme)                           |
| 109             | États fédérés de Micronésie      | Μικρονησία                                     | Manuel Minginfel (haltérophilie, Homme)                     |
| 110             | Mongolie                         | Μογγολία                                       | Damdinsürengiin Nyamkhüü (judo, Homme, 81 kg)               |
| 111             | Mozambique                       | Μοζαμβίκη                                      | Kurt Couto                                                  |
| 112             | Moldavie                         | Μολδαβία                                       | Oleg Moldovan (tir sportif, Homme)                          |
| 113             | Monaco                           | Μονακό                                         | Sébastien Gattuso (athlétisme, Homme, 100 mètres)           |
| 114             | Bangladesh                       | Μπανγκλαντές                                   | Asif Hossain Khan (tir, Homme)                              |
| 115             | Barbade                          | Μπαρμπάντος                                    | Michael Maskell                                             |
| 116             | Bahamas                          | Μπαχάμες                                       | Debbie Ferguson (athlétisme, Femme, 200 mètres)             |
| 117             | Bahreïn                          | Μπαχρέιν                                       | Ahmed Hamada                                                |
| 118             | Belize                           | Μπελίζ                                         | Emma Wade (athlétisme, Femme, 200 mètres)                   |
| 119             | Bénin                            | Μπενίν                                         | Fabienne Feraez (athlétisme, Femme, 200 mètres)             |
| 120             | Botswana                         | Μποτσουάνα                                     | Khumiso Ikgopoleng (boxe, Homme)                            |
| 121             | Burkina Faso                     | Μπουρκίνα Φάσο                                 | Mamadou Ouedraogo                                           |
| 122             | Burundi                          | Μπουρούντι                                     | Emery Nziyunvira                                            |
| 123             | Bhoutan                          | Μπουτάν                                        | Tsering Chhoden (tir air comprimé, Femme)                   |
| 124             | Brunei                           | Μπρουνέι                                       | Jimmy Anak Ahar (athlétisme, Homme, 1500 m)                 |
| 125             | Birmanie                         | Μιανμάρ                                        | U Hla Win (entraîneur, haltérophilie, Homme)                |
| 126             | Namibie                          | Ναμίμπια                                       | Paulus Ambunda (boxe, Homme)                                |
| 127             | Nauru                            | Ναουρού                                        | Yukio Peter (haltérophilie, Homme)                          |
| 128             | Nouvelle-Zélande                 | Νέα Ζηλανδία                                   | Beatrice Faumuina (athlétisme, Femme, disque)               |
| 129             | Népal                            | Νεπάλ                                          | Rajendra Bahadur Bhandari (athlétisme, Homme)               |
| 130             | Niger                            | Νίγηρας                                        | Abdou Alassane Dji Bo (judo)                                |
| 131             | Nigeria                          | Νιγηρία                                        | Mary Onyali-Omagbemi (athlétisme, Femme)                    |
| 132             | Nicaragua                        | Νικαράγουα                                     | Svitlana Kashchenko                                         |
| 133             | Norvège                          | Νορβηγία                                       | Harald Stenvaag (tir, Homme)                                |
| 134             | Afrique du Sud                   | Νότιος Αφρική                                  | Mbulaeni Mulaudzi (athlétisme, Homme, 800 mètres)           |
| 135             | Pays-Bas                         | Ολλανδία                                       | Mark Huizinga (judo, Homme, 90 kg)                          |
| 136             | Antilles néerlandaises           | Ολλανδικές Αντίλλες                            | Churandy Martin (athlétisme, Homme)                         |
| 137             | Oman                             | Ομάν                                           |                                                             |
| 138             | Honduras                         | Ονδούρα                                        |                                                             |
| 139             | Hongrie                          | Ουγγαρία                                       |                                                             |
| 140             | Ouganda                          | Ουγκάντα                                       |                                                             |
| 141             | Ouzbékistan                      | Ουζμπεκιστάν                                   |                                                             |
| 142             | Ukraine                          | Ουκρανία                                       |                                                             |
| 143             | Uruguay                          | Ουρουγουάη                                     |                                                             |
| 144             | Pakistan                         | Πακιστάν                                       |                                                             |
| 145             | Palestine                        | Παλαιστίνη                                     |                                                             |
| 146             | Palaos                           | Παλάου                                         |                                                             |
| 147             | Panama                           | Παναμάς                                        |                                                             |
| 148             | Papouasie-Nouvelle-Guinée        | Παπούα Νέα Γουινέα                             |                                                             |
| 149             | Paraguay                         | Παραγουάη                                      |                                                             |
| 150             | Îles Vierges des États-Unis      | Παρθένοι Νήσοι                                 |                                                             |
| 151             | Pérou                            | Περού                                          |                                                             |
| 152             | Pologne                          | Πολωνία                                        |                                                             |
| 153             | Portugal                         | Πορτογαλία                                     |                                                             |
| 154             | Porto Rico                       | Πουέρτο Ρίκο                                   |                                                             |
| 155             | Macédoine                        | Πρώην Γιουγκοσλαβική Δημοκρατία της Μακεδονίας |                                                             |
| 156             | Rwanda                           | Ρουάντα                                        |                                                             |
| 157             | Roumanie                         | Ρουμανία                                       |                                                             |
| 158             | Russie                           | Ρωσία                                          |                                                             |
| 159             | Saint-Christophe-et-Niévès       | Σαιν Κιτς και Νέβι                             |                                                             |
| 160             | Samoa                            | Σαμόα                                          |                                                             |
| 161             | Sao Tomé-et-Principe             | Σάο Τομέ και Πρίνσιπε                          |                                                             |
| 162             | Arabie saoudite                  | Σαουδική Αραβία                                |                                                             |
| 163             | Sénégal                          | Σενεγάλη                                       |                                                             |
| 164             | Serbie-et-Monténégro             | Σερβία και Μαυροβούνιο                         |                                                             |
| 165             | Seychelles                       | Σεϋχέλλες                                      |                                                             |
| 166             | Singapour                        | Σιγκαπούρη                                     |                                                             |
| 167             | Sierra Leone                     | Σιέρα Λεόνε                                    |                                                             |
| 168             | Slovaquie                        | Σλοβακία                                       |                                                             |
| 169             | Slovénie                         | Σλοβενία                                       |                                                             |
| 170             | Îles Salomon                     | Νήσοι Σολομώντος                               |                                                             |
| 171             | Somalie                          | Σομαλία                                        |                                                             |
| 172             | Swaziland                        | Σουαζιλάνδη                                    |                                                             |
| 173             | Soudan                           | Σουδάν                                         |                                                             |
| 174             | Suède                            | Σουηδία                                        |                                                             |
| 175             | Suriname                         | Σουρινάμ                                       |                                                             |
| 176             | Sri Lanka                        | Σρι Λάνκα                                      |                                                             |
| 177             | Syrie                            | Συρία                                          |                                                             |
| 178             | Taïwan                           | Κινεζική Ταϊπέ                                 |                                                             |
| 179             | Tanzanie                         | Τανζανία                                       |                                                             |
| 180             | Tadjikistan                      | Τατζικιστάν                                    |                                                             |
| 181             | Thaïlande                        | Ταϊλάνδη                                       |                                                             |
| 182             | Jamaïque                         | Τζαμάικα                                       |                                                             |
| 183             | Djibouti                         | Τζιμπουτί                                      |                                                             |
| 184             | Timor oriental                   | Ανατολικό Τιμόρ                                |                                                             |
| 185             | Tonga                            | Τόνγκα                                         |                                                             |
| 186             | Togo                             | Τόγκο                                          |                                                             |
| 187             | Turquie                          | Τουρκία                                        |                                                             |
| 188             | Turkménistan                     | Τουρκμενιστάν                                  |                                                             |
| 189             | Trinité-et-Tobago                | Τρινιντάντ και Τομπάγκο                        |                                                             |
| 190             | Tchad                            | Τσαντ                                          |                                                             |
| 191             | République tchèque               | Τσεχία                                         |                                                             |
| 192             | Tunisie                          | Τυνησία                                        |                                                             |
| 193             | Yémen                            | Υεμένη                                         |                                                             |
| 194             | Philippines                      | Φιλιππίνες                                     |                                                             |
| 195             | Finlande                         | Φινλανδία                                      |                                                             |
| 196             | Fidji                            | Φίτζι                                          |                                                             |
| 197             | Chili                            | Χιλή                                           |                                                             |
| 198             | Hong Kong                        | Χονγκ Κονγκ, Κίνα                              |                                                             |
| 199             | Grèce                            | Ελλάς                                          | Piros Dimas (Haltérophilie)                                 |

Notons que certains pays sont représentés par plusieurs comités nationaux olympiques :
- Pays-Bas : Aruba, Antilles néerlandaises
- Hong-Kong
- États-Unis : Porto Rico, Îles Vierges américaines, Guam, Samoa américaines
- Royaume-Uni : Îles Vierges britanniques, Bermudes, Caïmans
- Nouvelle-Zélande : Îles Cook

D'autres pays dont la reconnaissance internationale n'est pas totale sont quand même représentés aux JO :
- Palestine

## Flamme olympique
La cérémonie d'ouverture s'est conclue avec l'arrivée de la flamme olympique dans le stade, une tradition instaurée lors de Jeux de Berlin en 1936. C'est Níkos Gális, considéré comme le plus grand joueur grec de basket-ball, qui entre dans le stade en premier. Il passe la flamme à Mímis Domázos, légende du football grec, relayé par Voúla Patoulídou, championne olympique du 100 m haies en 1992, qui passe le flambeau à Akákios Kakiasvíli, champion olympique en haltérophilie aux Jeux de 1996, qui le passe à son tour au champion olympique en 1996 de gymnastique au sol, Ioánnis Melissanídis. La flamme de ces Jeux fut allumée par le dernier relayeur de la torche, Níkos Kaklamanákis, champion olympique de voile (Mistral) en 1996.